# Црква Светог Алексија у Милићима
Црква Светог Алексија у Милићима, насељу у општини Краљево, подигнута је у 17. веку и представља непокретно културно добро као споменик културе од великог значаја.

## Предање о настанку
По предању, којем у прилог иде постојање некрополе из 13.–14. века, на заравњеној узвишици на средокраћи путева сусрели су се градитељи Студенице и Придворице и ту подигли цркву посвећену Сретењу. Нови ктитор, Вукашин, сазидао је и живописао данашњу цркву 1636/1637. године, посветивши је пустињаку Алексију. Три и по века потом, Вукашинова црква прославља светог ратника Теодора.

## Изглед
Црква је скромна, делимично укопана грађевина једнобродног наоса са полукружном апсидом засведена је полуобличастим сводом. Зидана је притесаним каменом, брижљиво изведеног кровног венца, прозора са каменом транзеном и портала на западној фасади. Пошто је дуго била обрушеног свода, живопис се очувао фрагментарно и то само у доњим партијама зидова, сведен на зону медаљона и стојећих фигура, односно сцену Службе архијереја у олтару. Упркос оштећењима могуће је уочити даровитост сликара и његово неспорно искуство, изражене кроз сигуран цртеж, колористичку обраду и фину моделацију инкарната. Готово калиграфски исписан ктиторски натпис на северном зиду с правом се пореди са рукописом мајстора који су живописали храм Благовештења под Кабларом и наос цркве у Јежевици.
Рестаурација обрушене цркве и конзервација фресака изведене су 1972–1973. године.